# Takfir
Takfir (Arabisch: تكفير) is binnen de soennitische islam het verklaren van een gelovige of een groep gelovigen tot kafir (ongelovige).
Takfir zit ook in de naam van de stroming van de takfirieen waar enkele extremistische groepen zoals Takfir wal Hijra, die moslims tot kafir verklaren, onder vallen. Diverse aanslagen in het Midden-Oosten zijn ook tegen tot kafir verklaarde moslims gericht. De bomaanslagen in Amman van 9 november 2005 en de diverse aanslagen op sjiieten in Irak zijn hier een uitvloeisel van.
Takfiristische denkbeelden vormen een strekking binnen het salafisme waar onder meer Islamitische Staat zich mee identificeert. Het takfirisme flakkerde sterk op in Egypte rond 1967, niet toevallig de bakermat van het daarnet vernoemde salafisme in de jaren 1880 aan de Al-Azhar-universiteit. Deze heropflakkering kwam er door de Arabische nederlaag tegen Israël in de Zesdaagse Oorlog. Takfiristische denkers willen de islam in eerste instantie zuiveren van "afvalligen" en "ketters" en een wereldlijk kalifaat vestigen door een permanent gewapende strijd. Hierin onderscheidt het takfirisme zich van het wahabisme, dat niet expliciet naar een kalifaat als eigen territorium streeft.